# Liste des traités du Conseil de l'Europe
Cette liste comprend les traités multilatéraux élaborés au sein du Conseil de l'Europe depuis 1949.
Le 13 mai 2025, 228 traités avaient été crées. Tous ne sont pas entrés en vigueur, étant soumis à un nombre minimal de ratifications.
| No.  | Titre | Ouverture du traité | Entrée en vigueur  | E   | N   | U   |
| ---- | --- | ------------------- | ------------------ | --- | --- | --- |
| 001  | Statut du Conseil de l'Europe | 5 mai 1949          | 3 août 1949        | non | non | non |
| 002  | Accord général sur les privilèges et immunités du Conseil de l'Europe | 2 septembre 1949    | 10 septembre 1952  | non | non | non |
| 005  | Convention européenne des droits de l'homme | 4 novembre 1950     | 3 septembre 1953   | non | non | oui |
| 009  | Protocole additionnel à la Convention de sauvegarde des Droits de l'Homme et des Libertés fondamentales | 20 mars 1952        | 18 mai 1954        | non | non | non |
| 010  | Protocole additionnel à l'Accord général sur les privilèges et immunités du Conseil de l'Europe | 6 novembre 1952     | 11 juillet 1956    | non | non | non |
| 012  | Accord intérimaire européen concernant les régimes de sécurité sociale relatifs à la vieillesse, à l'invalidité et aux survivants | 11 décembre 1953    | 1er juillet 1954   | oui | oui | non |
| 012A | Protocole additionnel à l'Accord intérimaire européen concernant les régimes de sécurité sociale relatifs à la vieillesse, à l'invalidité et aux survivants                                                                                            | 11 décembre 1953    | 1er octobre 1954   | oui | oui | non |
| 013  | Accord intérimaire européen concernant la sécurité sociale à l'exclusion des régimes relatifs à la vieillesse, à l'invalidité et aux survivants | 11 décembre 1953    | 1er juillet 1954   | oui | oui | non |
| 013A | Protocole additionnel à l'Accord intérimaire européen concernant la sécurité sociale à l'exclusion des régimes relatifs à la vieillesse, à l'invalidité et aux survivants                                                                              | 11 décembre 1953    | 1er octobre 1954   | oui | oui | non |
| 014  | Convention européenne d'assistance sociale et médicale | 11 décembre 1953    | 1er juillet 1954   | oui | oui | non |
| 014A | Protocole additionnel à la Convention européenne d'assistance sociale et médicale | 11 décembre 1953    | 1er juillet 1954   | oui | oui | non |
| 015  | Convention européenne relative à l'équivalence des diplômes donnant accès aux établissements universitaires | 11 décembre 1953    | 20 avril 1954      | oui | oui | non |
| 016  | Convention européenne relative aux formalités prescrites pour les demandes de brevets | 11 décembre 1953    | 1er juin 1955      | oui | oui | non |
| 017  | Convention européenne sur la classification internationale des brevets d'invention | 19 décembre 1954    | 1er août 1955      | oui | oui | non |
| 018  | Convention culturelle européenne | 19 décembre 1954    | 5 mai 1955         | oui | non | non |
| 019  | Convention européenne d'établissement | 13 décembre 1955    | 23 février 1965    | non | non | non |
| 020  | Accord sur l'échange des mutilés de guerre entre les pays membres du Conseil de l'Europe aux fins de traitement médical | 13 décembre 1955    | 1er janvier 1956   | oui | oui | non |
| 021  | Convention européenne sur l'équivalence des périodes d'études universitaires | 15 décembre 1956    | 18 septembre 1957  | oui | oui | non |
| 022  | Deuxième Protocole additionnel à l'Accord général sur les privilèges et immunités du Conseil de l'Europe | 15 décembre 1956    | 15 décembre 1956   | non | non | non |
| 023  | Convention européenne pour le règlement pacifique des différends | 29 avril 1957       | 30 avril 1958      | oui | oui | non |
| 024  | Convention européenne d'extradition | 13 décembre 1957    | 18 avril 1960      | oui | oui | non |
| 025  | Accord européen sur le régime de la circulation des personnes entre les pays membres du Conseil de l'Europe | 13 décembre 1957    | 1er janvier 1958   | oui | oui | non |
| 026  | Accord européen relatif à l'échange de substances thérapeutiques d'origine humaine | 15 décembre 1958    | 1er janvier 1959   | oui | oui | oui |
| 027  | Arrangement européen sur l'échange des programmes au moyen de films de télévision | 15 décembre 1958    | 1er juillet 1961   | oui | oui | non |
| 028  | Troisième Protocole additionnel à l'Accord général sur les privilèges et immunités du Conseil de l'Europe | 6 mars 1959         | 15 mars 1963       | non | non | non |
| 029  | Convention européenne relative à l'assurance obligatoire de la responsabilité civile en matière de véhicules automoteurs | 20 avril 1959       | 22 septembre 1969  | oui | oui | non |
| 030  | Convention européenne d'entraide judiciaire en matière pénale | 20 avril 1959       | 12 juillet 1962    | oui | oui | non |
| 031  | Accord européen relatif à la suppression des visas pour les réfugiés | 20 avril 1959       | 4 septembre 1960   | oui | oui | non |
| 032  | Convention européenne sur la reconnaissance académique des qualifications universitaires | 14 décembre 1959    | 27 novembre 1961   | oui | oui | non |
| 033  | Accord pour l'importation temporaire en franchise de douane, à titre de prêt gratuit et à des fins diagnostiques ou thérapeutiques, de matériel médico-chirurgical et de laboratoire destiné aux établissements sanitaires                             | 28 avril 1960       | 29 juillet 1960    | oui | oui | oui |
| 034  | Arrangement européen pour la protection des émissions de télévision | 22 juin 1960        | 1er juillet 1961   | non | non | non |
| 035  | Charte sociale européenne | 18 octobre 1961     | 26 février 1965    | non | non | non |
| 036  | Quatrième Protocole additionnel à l'Accord général sur les privilèges et immunités du Conseil de l'Europe | 6 décembre 1961     | 16 décembre 1961   | non | non | non |
| 037  | Accord européen sur la circulation des jeunes sous couvert du passeport collectif entre les pays membres du Conseil de l'Europe | 16 décembre 1961    | 17 janvier 1962    | oui | oui | non |
| 038  | Accord européen concernant l'entraide médicale dans le domaine des traitements spéciaux et des ressources thermo-climatiques | 14 mai 1962         | 15 juin 1962       | oui | oui | non |
| 039  | Accord européen relatif à l'échange des réactifs pour la détermination des groupes sanguins | 14 mai 1962         | 14 octobre 1962    | oui | oui | oui |
| 040  | Accord entre les Etats membres du Conseil de l'Europe sur l'attribution aux mutilés de guerre militaires et civils d'un carnet international de bons de réparation d'appareils de prothèse et d'orthopédie                                             | 17 décembre 1962    | 27 décembre 1963   | oui | oui | non |
| 041  | Convention sur la responsabilité des hôteliers quant aux objets apportés par les voyageurs | 17 décembre 1962    | 15 février 1967    | oui | oui | non |
| 042  | Arrangement relatif à l'application de la Convention européenne sur l'arbitrage commercial international | 17 décembre 1962    | 25 janvier 1965    | oui | oui | non |
| 043  | Convention sur la réduction des cas de pluralité de nationalités et sur les obligations militaires en cas de pluralité de nationalités | 6 mai 1963          | 28 mars 1968       | oui | oui | non |
| 044  | Protocole no. 2 à la Convention de sauvegarde des Droits de l'Homme et des Libertés fondamentales, attribuant à la Cour européenne des Droits de l'Homme la compétence de donner des avis consultatifs                                                 | 6 mai 1963          | 21 septembre 1970  | non | non | non |
| 045  | Protocole no. 3 à la Convention de sauvegarde des Droits de l'Homme et des Libertés fondamentales, modifiant les articles 29, 30 et 34 de la Convention                                                                                                | 6 mai 1963          | 21 septembre 1970  | non | non | non |
| 046  | Protocole no. 4 à la Convention de sauvegarde des Droits de l'Homme et des Libertés fondamentales, reconnaissant certains droits et libertés autres que ceux figurant déjà dans la Convention et dans le premier Protocole additionnel à la Convention | 16 septembre 1963   | 2 mai 1968         | non | non | non |
| 047  | Convention sur l'unification de certains éléments du droit des brevets d'invention | 27 novembre 1963    | 1er août 1980      | oui | oui | non |
| 048  | Code européen de sécurité sociale | 16 avril 1964       | 17 mars 1968       | oui | oui | non |
| 048A | Protocole au Code européen de sécurité sociale | 16 avril 1964       | 17 mars 1968       | oui | oui | non |
| 049  | Protocole additionnel à la Convention européenne relative à l'équivalence des diplômes donnant accès aux établissements universitaires | 3 juin 1964         | 4 juillet 1964     | oui | oui | non |
| 050  | Convention relative à l'élaboration d'une pharmacopée européenne | 22 juillet 1964     | 8 mai 1974         | oui | non | oui |
| 051  | Convention européenne pour la surveillance des personnes condamnées ou libérées sous condition | 30 novembre 1964    | 22 août 1975       | oui | oui | non |
| 052  | Convention européenne pour la répression des infractions routières | 30 novembre 1964    | 18 juillet 1972    | oui | oui | non |
| 053  | Accord européen pour la répression des émissions de radiodiffusion effectuées par des stations hors des territoires nationaux | 22 janvier 1965     | 19 octobre 1967    | oui | oui | non |
| 054  | Protocole à l'Arrangement européen pour la protection des émissions de télévision | 22 janvier 1965     | 24 mars 1965       | oui | oui | non |
| 055  | Protocole no. 5 à la Convention de sauvegarde des Droits de l'Homme et des Libertés fondamentales, modifiant les articles 22 et 40 de la Convention | 20 janvier 1966     | 20 décembre 1971   | non | non | non |
| 056  | Convention européenne portant loi uniforme en matière d'arbitrage | 20 janvier 1966     | —                  | oui | oui | non |
| 057  | Convention européenne d'établissement des sociétés | 20 janvier 1966     | —                  | non | non | non |
| 058  | Convention européenne en matière d'adoption des enfants | 24 avril 1967       | 26 avril 1968      | oui | oui | non |
| 059  | Accord européen sur l'instruction et la formation des infirmières | 25 octobre 1967     | 7 août 1969        | oui | oui | non |
| 060  | Convention européenne relative aux obligations en monnaie étrangère | 11 décembre 1967    | —                  | oui | oui | non |
| 061  | Convention européenne sur les fonctions consulaires | 11 décembre 1967    | 9 juin 2011        | oui | non | non |
| 061A | Protocole à la Convention européenne sur les fonctions consulaires relatif à la protection des réfugiés | 11 décembre 1967    | —                  | oui | non | non |
| 061B | Protocole à la Convention européenne sur les fonctions consulaires relatif aux fonctions consulaires en matière d'aviation civile | 11 décembre 1967    | —                  | oui | non | non |
| 062  | Convention européenne dans le domaine de l'information sur le droit étranger | 7 juin 1968         | 17 décembre 1969   | oui | oui | non |
| 063  | Convention européenne relative à la suppression de la légalisation des actes établis par les agents diplomatiques ou consulaires | 7 juin 1968         | 14 août 1970       | oui | oui | non |
| 064  | Accord européen sur la limitation de l'emploi de certains détergents dans les produits de lavage et de nettoyage | 16 septembre 1968   | 16 février 1971    | oui | oui | non |
| 065  | Convention européenne sur la protection des animaux en transport international | 13 décembre 1968    | 16 février 1971    | oui | oui | oui |
| 066  | Convention européenne pour la protection du patrimoine archéologique | 6 mai 1969          | 20 novembre 1970   | oui | oui | non |
| 067  | Accord européen concernant les personnes participant aux procédures devant la Commission et la Cour européennes des Droits de l'Homme | 6 mai 1969          | 17 avril 1971      | non | non | non |
| 068  | Accord européen sur le placement au pair | 24 novembre 1969    | 30 mai 1971        | oui | oui | non |
| 069  | Accord européen sur le maintien du paiement des bourses aux étudiants poursuivant leurs études à l'étranger | 12 décembre 1969    | 2 octobre 1971     | oui | oui | non |
| 070  | Convention européenne sur la valeur internationale des jugements répressifs | 28 mai 1970         | 26 juillet 1974    | oui | oui | non |
| 071  | Convention européenne sur le rapatriement des mineurs | 28 mai 1970         | 28 juillet 2015    | oui | oui | non |
| 072  | Convention relative à l'opposition sur titres au porteur à circulation internationale | 28 mai 1970         | 11 février 1979    | oui | oui | non |
| 073  | Convention européenne sur la transmission des procédures répressives | 15 mai 1972         | 30 mars 1978       | oui | oui | non |
| 074  | Convention européenne sur l'immunité des États | 16 mai 1972         | 11 juin 1976       | oui | oui | non |
| 074A | Protocole additionnel à la Convention européenne sur l'immunité des États | 16 mai 1972         | 22 mai 1985        | oui | oui | non |
| 075  | Convention européenne relative au lieu de paiement des obligations monétaires | 16 mai 1972         | —                  | oui | oui | non |
| 076  | Convention européenne sur la computation des délais | 16 mai 1972         | 28 avril 1983      | oui | oui | non |
| 077  | Convention relative à l'établissement d'un système d'inscription des testaments | 16 mai 1972         | 20 mars 1976       | oui | oui | non |
| 078  | Convention européenne de sécurité sociale | 14 décembre 1972    | 1er mars 1977      | oui | oui | non |
| 078A | Accord complémentaire pour l'application de la Convention européenne de sécurité sociale | 14 mai 1973         | 20 mars 1976       | oui | oui | non |
| 079  | Convention européenne sur la responsabilité civile en cas de dommages causés par des véhicules automoteurs | 14 mai 1973         | —                  | oui | oui | non |
| 080  | Accord sur le transfert des corps des personnes décédées | 26 octobre 1973     | 11 novembre 1975   | oui | oui | non |
| 081  | Protocole additionnel au Protocole à l'Arrangement européen pour la protection des émissions de télévision | 14 janvier 1974     | 31 décembre 1974   | oui | oui | non |
| 082  | Convention européenne sur l'imprescriptibilité des crimes contre l'humanité et des crimes de guerre | 25 janvier 1974     | 27 juin 2003       | oui | oui | non |
| 083  | Convention européenne relative à la protection sociale des agriculteurs | 6 mai 1974          | 17 juin 1977       | oui | oui | non |
| 084  | Accord européen sur l'échange de réactifs pour la détermination des groupes tissulaires | 17 septembre 1974   | 23 avril 1977      | oui | oui | oui |
| 085  | Convention européenne sur le statut juridique des enfants nés hors mariage | 15 octobre 1975     | 11 août 1978       | oui | oui | non |
| 086  | Protocole additionnel à la Convention européenne d'extradition | 15 octobre 1975     | 20 août 1979       | oui | oui | non |
| 087  | Convention européenne sur la protection des animaux dans les élevages | 10 mars 1976        | 10 septembre 1978  | oui | oui | oui |
| 088  | Convention européenne sur les effets internationaux de la déchéance du droit de conduire un véhicule à moteur | 3 juin 1976         | 28 avril 1983      | oui | oui | non |
| 089  | Protocole additionnel à l'Accord européen sur l'échange de réactifs pour la détermination des groupes tissulaires | 24 juin 1976        | 23 avril 1977      | oui | oui | oui |
| 090  | Convention européenne pour la répression du terrorisme | 27 janvier 1977     | 4 août 1978        | non | non | non |
| 091  | Convention européenne sur la responsabilité du fait des produits en cas de lésions corporelles ou de décès | 27 janvier 1977     | —                  | oui | oui | non |
| 092  | Accord européen sur la transmission des demandes d'assistance judiciaire | 27 janvier 1977     | 28 février 1977    | oui | oui | non |
| 093  | Convention européenne relative au statut juridique du travailleur migrant | 24 novembre 1977    | 1er mai 1983       | non | non | non |
| 094  | Convention européenne sur la notification à l'étranger des documents en matière administrative | 24 novembre 1977    | 1er novembre 1982  | oui | oui | non |
| 095  | Protocole portant modification à la Convention sur la réduction des cas de pluralité de nationalités et sur les obligations militaires en cas de pluralité de nationalités                                                                             | 24 novembre 1977    | 8 septembre 1978   | oui | oui | non |
| 096  | Protocole additionnel à la Convention sur la réduction des cas de pluralité de nationalités et sur les obligations militaires en cas de pluralité de nationalités                                                                                      | 24 novembre 1977    | 17 octobre 1983    | oui | oui | non |
| 097  | Protocole additionnel à la Convention européenne dans le domaine de l'information sur le droit étranger | 15 mars 1978        | 31 août 1979       | oui | oui | non |
| 098  | Deuxième Protocole additionnel à la Convention européenne d'extradition | 17 mars 1978        | 5 juin 1983        | oui | oui | non |
| 099  | Protocole additionnel à la Convention européenne d'entraide judiciaire en matière pénale | 17 mars 1978        | 12 avril 1982      | oui | oui | non |
| 100  | Convention européenne sur l'obtention à l'étranger d'informations et de preuves en matière administrative | 15 mars 1978        | 1er janvier 1983   | oui | oui | non |
| 101  | Convention européenne sur le contrôle de l'acquisition et de la détention d'armes à feu par des particuliers | 28 juin 1978        | 1er juillet 1982   | oui | oui | non |
| 102  | Convention européenne sur la protection des animaux d'abattage | 10 mai 1979         | 11 juin 1982       | oui | oui | oui |
| 103  | Protocole additionnel à la Convention européenne sur la protection des animaux en transport international | 10 mai 1979         | 7 novembre 1989    | oui | oui | oui |
| 104  | Convention relative à la conservation de la vie sauvage et du milieu naturel de l'Europe | 19 septembre 1979   | 1er juin 1982      | oui | oui | oui |
| 105  | Convention européenne sur la reconnaissance et l'exécution des décisions en matière de garde des enfants et le rétablissement de la garde des enfants                                                                                                  | 20 mai 1980         | 1er septembre 1983 | oui | oui | non |
| 106  | Convention-cadre européenne sur la coopération transfrontalière des collectivités ou autorités territoriales | 21 mai 1980         | 22 décembre 1981   | oui | non | non |
| 107  | Accord européen sur le transfert de la responsabilité à l'égard des réfugiés | 16 octobre 1980     | 1er décembre 1980  | oui | oui | non |
| 108  | Convention pour la protection des personnes à l'égard du traitement automatisé des données à caractère personnel | 28 janvier 1981     | 1er octobre 1985   | oui | oui | non |
| 109  | Protocole additionnel à l'Accord européen relatif à l'échange de substances thérapeutiques d'origine humaine | 1er janvier 1983    | 1er janvier 1985   | oui | oui | non |
| 110  | Protocole additionnel à l'Accord pour l'importation temporaire en franchise de douane, à titre de prêt gratuit et à des fins diagnostiques ou thérapeutiques, de matériel médico-chirurgical et de laboratoire destiné aux établissements sanitaires   | 1er janvier 1983    | 1er janvier 1985   | oui | oui | non |
| 111  | Protocole additionnel à l'Accord européen relatif à l'échange des réactifs pour la détermination des groupes sanguins | 1er janvier 1983    | 1er janvier 1985   | oui | oui | non |
| 112  | Convention sur le transfèrement des personnes condamnées | 21 mars 1983        | 1er juillet 1985   | oui | oui | non |
| 113  | Protocole additionnel au Protocole à l'Arrangement européen pour la protection des émissions de télévision | 21 mars 1983        | 1er janvier 1985   | oui | oui | non |
| 114  | Protocole no. 6 à la Convention de sauvegarde des Droits de l'Homme et des Libertés fondamentales concernant l'abolition de la peine de mort | 28 avril 1983       | 1er mars 1985      | non | non | non |
| 115  | Protocole portant amendement à l'Accord européen sur la limitation de l'emploi de certains détergents dans les produits de lavage et de nettoyage | 25 octobre 1983     | 1er novembre 1984  | oui | oui | non |
| 116  | Convention européenne relative au dédommagement des victimes d'infractions violentes | 24 novembre 1983    | 1er février 1988   | oui | oui | non |
| 117  | Protocole no. 7 à la Convention de sauvegarde des Droits de l'Homme et des Libertés fondamentales | 22 novembre 1984    | 1er novembre 1988  | non | non | non |
| 118  | Protocole no. 8 à la Convention de sauvegarde des Droits de l'Homme et des Libertés fondamentales | 19 mars 1985        | 1er janvier 1990   | non | non | non |
| 119  | Convention européenne sur les infractions visant des biens culturels | 23 juin 1985        | —                  | oui | oui | non |
| 120  | Convention européenne sur la violence et les débordements de spectateurs lors de manifestations sportives et notamment de matches de football | 19 août 1985        | 1er novembre 1985  | oui | oui | non |
| 121  | Convention pour la sauvegarde du patrimoine architectural de l'Europe | 3 octobre 1985      | 1er décembre 1987  | oui | oui | oui |
| 122  | Charte européenne de l'autonomie locale | 15 octobre 1985     | 1er septembre 1988 | non | non | non |
| 123  | Convention européenne sur la protection des animaux vertébrés utilisés à des fins expérimentales ou à d'autres fins scientifiques | 18 mars 1986        | 1er janvier 1991   | oui | oui | oui |
| 124  | Convention européenne sur la reconnaissance de la personnalité juridique des organisations internationales non gouvernementales | 24 avril 1986       | 1er janvier 1991   | oui | oui | non |
| 125  | Convention européenne pour la protection des animaux de compagnie | 13 novembre 1987    | 1er mai 1992       | oui | oui | non |
| 126  | Convention européenne pour la prévention de la torture et des peines ou traitements inhumains ou dégradants | 19 novembre 1987    | 1er février 1989   | oui | oui | non |
| 127  | Convention concernant l'assistance administrative mutuelle en matière fiscale | 25 janvier 1988     | 1er avril 1995     | oui | oui | non |
| 128  | Protocole additionnel à la Charte sociale européenne | 5 mai 1988          | 4 septembre 1992   | non | non | non |
| 129  | Arrangement pour l'application de l'Accord européen du 17 octobre 1980 concernant l'octroi des soins médicaux aux personnes en séjour temporaire | 26 mai 1988         | —                  | oui | non | non |
| 130  | Convention sur les opérations financières des «initiés» | 20 avril 1989       | 1er octobre 1991   | oui | oui | oui |
| 131  | Troisième Protocole additionnel au Protocole à l'Arrangement européen pour la protection des émissions de télévision | 20 avril 1989       | —                  | oui | oui | oui |
| 132  | Convention européenne sur la télévision transfrontière | 5 mai 1989          | 1er mai 1993       | oui | oui | non |
| 133  | Protocole à la Convention sur les opérations financières des «initiés» | 11 septembre 1989   | 1er octobre 1991   | oui | oui | oui |
| 134  | Protocole à la Convention relative à l'élaboration d'une pharmacopée européenne | 16 novembre 1989    | 1er novembre 1992  | oui | non | oui |
| 135  | Convention européenne sur certains aspects internationaux de la faillite | 16 novembre 1989    | 1er mars 1990      | oui | oui | non |
| 136  | Convention contre le dopage | 5 juin 1990         | —                  | oui | oui | non |
| 137  | Cinquième Protocole additionnel à l'Accord général sur les privilèges et immunités du Conseil de l'Europe | 18 juin 1990        | 1er novembre 1991  | non | non | non |
| 138  | Convention européenne sur l'équivalence générale des périodes d'études universitaires | 6 novembre 1990     | 1er janvier 1991   | oui | oui | oui |
| 139  | Code européen de sécurité sociale (révisé) | 6 novembre 1990     | —                  | oui | oui | oui |
| 140  | Protocole no. 9 à la Convention de sauvegarde des Droits de l'Homme et des Libertés fondamentales | 6 novembre 1990     | 1er octobre 1994   | non | non | non |
| 141  | Convention relative au blanchiment, au dépistage, à la saisie et à la confiscation des produits du crime | 8 novembre 1990     | 1er septembre 1993 | oui | oui | non |
| 142  | Protocole portant amendement à la Charte sociale européenne | 21 octobre 1991     | —                  | non | non | non |
| 143  | Convention européenne pour la protection du patrimoine archéologique (révisée) | 16 janvier 1992     | 25 mai 1995        | oui | oui | oui |
| 144  | Convention sur la participation des étrangers à la vie publique au niveau local | 5 février 1992      | 1er mai 1997       | oui | oui | non |
| 145  | Protocole d'amendement à la Convention européenne sur la protection des animaux dans les élevages | 6 février 1992      | —                  | oui | oui | oui |
| 146  | Protocole no. 10 à la Convention de sauvegarde des Droits de l'Homme et des Libertés fondamentales | 25 mars 1992        | —                  | non | non | non |
| 147  | Convention européenne sur la coproduction cinématographique | 2 octobre 1992      | 1er avril 1994     | oui | non | oui |
| 148  | Charte européenne des langues régionales ou minoritaires | 5 novembre 1992     | 1er mars 1998      | oui | oui | non |
| 149  | Deuxième Protocole portant modification à la Convention sur la réduction des cas de pluralité de nationalités et sur les obligations militaires en cas de pluralité de nationalités                                                                    | 2 février 1993      | 24 mars 1995       | oui | oui | non |
| 150  | Convention sur la responsabilité civile des dommages résultant d'activités dangereuses pour l'environnement | 22 juin 1993        | —                  | oui | oui | oui |
| 151  | Protocole no. 1 à la Convention européenne pour la prévention de la torture et des peines ou traitements inhumains ou dégradants | 4 novembre 1993     | 1er mars 2002      | non | non | non |
| 152  | Protocole no. 2 à la Convention européenne pour la prévention de la torture et des peines ou traitements inhumains ou dégradants | 4 novembre 1993     | 1er mars 2002      | non | non | non |
| 153  | Convention européenne concernant des questions de droit d'auteur et de droits voisins dans le cadre de la radiodiffusion transfrontière par satellite                                                                                                  | 11 mai 1994         | —                  | oui | non | oui |
| 154  | Protocole à la Convention européenne de sécurité sociale | 11 mai 1994         | —                  | oui | oui | non |
| 155  | Protocole no. 11 à la Convention de sauvegarde des Droits de l'Homme et des Libertés fondamentales, portant restructuration du mécanisme de contrôle établi par la Convention                                                                          | 11 mai 1994         | 1er novembre 1998  | non | non | non |
| 156  | Accord relatif au trafic illicite par mer, mettant en œuvre l'article 17 de la Convention des Nations Unies contre le trafic illicite de stupéfiants et de substances psychotropes                                                                     | 31 janvier 1995     | 1er mai 2000       | oui | oui | non |
| 157  | Convention-cadre pour la protection des minorités nationales | 1er février 1995    | 1er février 1998   | oui | oui | non |
| 158  | Protocole additionnel à la Charte sociale européenne prévoyant un système de réclamations collectives | 9 novembre 1995     | 1er juillet 1998   | non | non | non |
| 159  | Protocole additionnel à la Convention-cadre européenne sur la coopération transfrontalière des collectivités ou autorités territoriales | 9 novembre 1995     | 1er décembre 1998  | oui | non | non |
| 160  | Convention européenne sur l'exercice des droits des enfants | 25 janvier 1996     | 1er juillet 2000   | oui | oui | oui |
| 161  | Accord européen concernant les personnes participant aux procédures devant la Cour européenne des Droits de l'Homme | 5 mars 1996         | 1er janvier 1999   | non | non | non |
| 162  | Sixième Protocole additionnel à l'Accord général sur les privilèges et immunités du Conseil de l'Europe | 5 mars 1996         | 1er novembre 1998  | non | non | non |
| 163  | Charte sociale européenne (révisée) | 3 mai 1996          | 1er juillet 1999   | non | non | non |
| 164  | Convention pour la protection des Droits de l'Homme et de la dignité de l'être humain à l'égard des applications de la biologie et de la médecine: Convention sur les Droits de l'Homme et la biomédecine                                              | 4 avril 1997        | 1er décembre 1999  | oui | oui | oui |
| 165  | Convention sur la reconnaissance des qualifications relatives à l'enseignement supérieur dans la région européenne | 11 avril 1997       | 1er février 1999   | oui | oui | oui |
| 166  | Convention européenne sur la nationalité | 6 novembre 1997     | 1er mars 2000      | oui | oui | non |
| 167  | Protocole additionnel à la Convention sur le transfèrement des personnes condamnées | 18 décembre 1997    | 1er juin 2000      | oui | oui | non |
| 168  | Protocole additionnel à la Convention pour la protection des Droits de l'Homme et de la dignité de l'être humain à l'égard des applications de la biologie et de la médecine, portant interdiction du clonage d'êtres humains                          | 12 janvier 1998     | 1er mars 2001      | oui | oui | oui |
| 169  | Protocole no. 2 à la Convention-cadre européenne sur la coopération transfrontalière des collectivités ou autorités territoriales relatif à la coopération interterritoriale                                                                           | 5 mai 1998          | 1er février 2001   | oui | non | non |
| 170  | Protocole d'amendement à la Convention européenne sur la protection des animaux vertébrés utilisés à des fins expérimentales ou à d'autres fins scientifiques                                                                                          | 22 juin 1998        | 2 décembre 2005    | oui | oui | oui |
| 171  | Protocole portant amendement à la Convention européenne sur la télévision transfrontière | 1er octobre 1998    | 1er mars 2002      | oui | oui | oui |
| 172  | Convention sur la protection de l'environnement par le droit pénal | 4 novembre 1998     | —                  | oui | oui | non |
| 173  | Convention pénale sur la corruption | 27 janvier 1999     | 1er août 2002      | oui | oui | oui |
| 174  | Convention civile sur la corruption | 4 novembre 1999     | 1er novembre 2003  | oui | oui | oui |
| 175  | Convention européenne sur la promotion d'un service volontaire transnational à long terme pour les jeunes | 11 mai 2000         | —                  | oui | non | non |
| 176  | Convention européenne du paysage | 20 octobre 2000     | 1er mars 2004      | oui | non | non |
| 177  | Protocole n° 12 à la Convention de sauvegarde des Droits de l'Homme et des Libertés fondamentales | 4 novembre 2000     | 1er avril 2005     | non | non | non |
| 178  | Convention européenne sur la protection juridique des services à accès conditionnel et des services d'accès conditionnel | 24 janvier 2001     | 1er juillet 2003   | oui | oui | oui |
| 179  | Protocole additionnel à l'Accord européen sur la transmission des demandes d'assistance judiciaire | 4 octobre 2001      | 1er septembre 2002 | oui | oui | non |
| 180  | Convention sur l'information et la coopération juridique concernant les "Services de la Société de l'Information" | 4 octobre 2001      | —                  | oui | oui | oui |
| 181  | Protocole additionnel à la Convention pour la protection des personnes à l'égard du traitement automatisé des données à caractère personnel, concernant les autorités de contrôle et les flux transfrontières de données                               | 8 novembre 2001     | 1er août 2004      | oui | oui | oui |
| 182  | Deuxième Protocole additionnel à la Convention européenne d'entraide judiciaire en matière pénale | 8 novembre 2001     | 1er février 2004   | oui | oui | non |
| 183  | Convention européenne relative à la protection du patrimoine audiovisuel | 8 novembre 2001     | 1er janvier 2008   | oui | oui | oui |
| 184  | Protocole à la Convention européenne relative à la protection du patrimoine audiovisuel, sur la protection des productions télévisuelles | 8 novembre 2001     | 1er avril 2014     | oui | oui | oui |
| 185  | Convention sur la cybercriminalité | 23 novembre 2001    | 1er août 2004      | oui | oui | non |
| 186  | Protocole additionnel à la Convention sur les Droits de l'Homme et la biomédecine relatif à la transplantation d'organes et de tissus d'origine humaine                                                                                                | 24 janvier 2002     | 1er mai 2006       | oui | oui | oui |
| 187  | Protocole n° 13 à la Convention de sauvegarde des Droits de l'Homme et des Libertés fondamentales, relatif à l'abolition de la peine de mort en toutes circonstances                                                                                   | 3 mai 2002          | 1er juillet 2003   | non | non | non |
| 188  | Protocole additionnel à la Convention contre le dopage | 12 septembre 2002   | 1er avril 2004     | oui | oui | non |
| 189  | Protocole additionnel à la Convention sur la cybercriminalité, relatif à l'incrimination d'actes de nature raciste et xénophobe commis par le biais de systèmes informatiques                                                                          | 28 janvier 2003     | 1er mars 2006      | oui | oui | non |
| 190  | Protocole portant amendement à la Convention européenne pour la répression du terrorisme | 15 mai 2003         | —                  | non | non | non |
| 191  | Protocole additionnel à la Convention pénale sur la corruption | 15 mai 2003         | 1er février 2005   | oui | oui | oui |
| 192  | Convention sur les relations personnelles concernant les enfants | 15 mai 2003         | 1er septembre 2005 | oui | oui | oui |
| 193  | Convention européenne sur la protection des animaux en transport international (révisée) | 6 novembre 2003     | 14 mars 2006       | oui | oui | oui |
| 194  | Protocole n° 14 à la Convention de sauvegarde des Droits de l'Homme et des Libertés fondamentales, amendant le système de contrôle de la Convention | 13 mai 2004         | 1er juin 2010      | non | non | non |
| 195  | Protocole additionnel à la Convention sur les Droits de l'Homme et la biomédecine, relatif à la recherche biomédicale | 25 janvier 2005     | 1er septembre 2007 | oui | oui | oui |
| 196  | Convention du Conseil de l'Europe pour la prévention du terrorisme | 16 mai 2005         | 1er juin 2007      | oui | oui | oui |
| 197  | Convention du Conseil de l'Europe sur la lutte contre la traite des êtres humains | 16 mai 2005         | 1er février 2008   | oui | oui | oui |
| 198  | Convention du Conseil de l'Europe relative au blanchiment, au dépistage, à la saisie et à la confiscation des produits du crime et au financement du terrorisme                                                                                        | 16 mai 2005         | 1er mai 2008       | oui | oui | oui |
| 199  | Convention-cadre du Conseil de l'Europe sur la valeur du patrimoine culturel pour la société | 27 octobre 2005     | 1er juin 2011      | oui | oui | oui |
| 200  | Convention du Conseil de l’Europe sur la prévention des cas d’apatridie en relation avec la succession d’États | 19 mai 2006         | 1er mai 2009       | oui | oui | non |
| 201  | Convention du Conseil de l'Europe sur la protection des enfants contre l'exploitation et les abus sexuels | 25 octobre 2007     | 1er juillet 2010   | oui | oui | oui |
| 202  | Convention européenne en matière d'adoption des enfants (révisée) | 27 novembre 2008    | 1er septembre 2011 | oui | oui | non |
| 203  | Protocole additionnel à la Convention sur les Droits de l’Homme et la biomédecine relatif aux tests génétiques à des fins médicales | 27 novembre 2008    | 1er juillet 2018   | oui | oui | oui |
| 204  | Protocole n° 14bis à la Convention de sauvegarde des Droits de l'Homme et des Libertés fondamentales | 27 mai 2009         | 1er octobre 2009   | non | non | non |
| 205  | Convention du Conseil de l'Europe sur l'accès aux documents publics | 18 juin 2009        | —                  | oui | oui | oui |
| 206  | Protocole n° 3 à la Convention-cadre européenne sur la coopération transfrontalière des collectivités ou autorités territoriales relatif aux Groupements eurorégionaux de coopération (GEC)                                                            | 16 novembre 2009    | 1er mars 2013      | oui | non | non |
| 207  | Protocole additionnel à la Charte européenne de l'autonomie locale sur le droit de participer aux affaires des collectivités locales | 16 novembre 2009    | 1er juin 2012      | non | non | non |
| 208  | Protocole d'amendement à la Convention concernant l'assistance administrative mutuelle en matière fiscale | 27 mai 2010         | 1er juin 2011      | oui | oui | non |
| 209  | Troisième Protocole additionnel à la Convention européenne d'extradition | 10 novembre 2010    | 1er mai 2012       | oui | oui | non |
| 210  | Convention du Conseil de l'Europe sur la prévention et la lutte contre la violence à l'égard des femmes et la violence domestique | 11 mai 2011         | 1er août 2014      | oui | oui | oui |
| 211  | Convention du Conseil de l'Europe sur la contrefaçon des produits médicaux et les infractions similaires menaçant la santé publique | 28 octobre 2011     | 1er janvier 2016   | oui | oui | oui |
| 212  | Quatrième Protocole additionnel à la Convention européenne d'extradition | 20 septembre 2012   | 1er juin 2014      | oui | oui | non |
| 213  | Protocole n° 15 portant amendement à la Convention de sauvegarde des Droits de l'Homme et des Libertés fondamentales | 24 juin 2013        | 1er aout 2021      | non | non | oui |
| 214  | Protocole n° 16 à la Convention de sauvegarde des Droits de l'Homme et des Libertés fondamentales | 2 octobre 2013      | 1er août 2018      | non | non | oui |
| 215  | Convention du Conseil de l’Europe sur la manipulation de compétitions sportives | 18 septembre 2014   | 1er septembre 2019 | oui | oui | oui |
| 216  | Convention du Conseil de l’Europe contre le trafic d’organes humains | 25 mars 2015        | 1er mars 2018      | oui | oui | oui |
| 217  | Protocole additionnel à la Convention du Conseil de l’Europe pour la prévention du terrorisme | 22 octobre 2015     | 1er juillet 2017   | oui | oui | oui |
| 218  | Convention du Conseil de l’Europe sur une approche intégrée de la sécurité, de la sûreté et des services lors des matches de football et autres manifestations sportives                                                                               | 3 juillet 2016      | 1er novembre 2017  | oui | oui | non |
| 219  | Protocole portant amendement à la Convention européenne du paysage | 1er août 2016       | 1er juillet 2021   | oui | non | non |
| 220  | Convention du Conseil de l’Europe sur la coproduction cinématographique (révisée) | 30 janvier 2017     | 1er octobre 2017   | oui | oui | oui |
| 221  | Convention du Conseil de l’Europe sur les infractions visant des biens culturels | 19 mai 2017         | 1er avril 2022     | oui | oui | non |
| 222  | Protocole portant amendement au Protocole additionnel à la Convention sur le transfèrement des personnes condamnées | 22 novembre 2017    | —                  | oui | oui | oui |
| 223  | Protocole d’amendement à la Convention pour la protection des personnes à l'égard du traitement automatisé des données à caractère personnel | 10 octobre 2018     | —                  | oui | oui | non |
| 224  | Deuxième Protocole additionnel à la Convention sur la cybercriminalité relatif au renforcement de la coopération et de la divulgation de preuves électroniques                                                                                         | 12 mai 2022         | —                  | oui | oui | non |
| 225  | Convention-cadre du Conseil de l'Europe sur l'intelligence artificielle et les droits de l’homme, la démocratie et l’État de droit | 5 septembre 2024    | —                  | oui | oui | oui |
| 226  | Convention du Conseil de l’Europe pour la protection de la profession d’avocat | 13 mai 2025         | —                  | oui | oui | oui |